# Psilorhinus morio
Psilorhinus morio là một loài chim trong họ Corvidae.